# Prince of Wales FC
Prince of Wales FC war ein Fußballclub aus Gibraltar. Er wurde 1892 als einer der ersten Fußballvereine Gibraltars gegründet und war mit 19 Meistertiteln einer der erfolgreichsten Vereine der Gibraltar Eurobet Division.

## Geschichte
Fußball wurde in Gibraltar nur von Mitgliedern des britischen Militärs gespielt, die dort stationiert waren. Im Jahr 1892 gründeten Zivilisten mit dem „Prince of Wales FC“ einen der ersten nichtmilitärischen Fußballvereine der Halbinsel zu damaliger Zeit. Zwei weitere Clubs wurden ein Jahr später 1893 gegründet: Der Gibraltar F.C. und Jubilee F.C. Das Interesse am Fußball war so groß, dass 1895 die Gibraltar Football Association gegründet wurde und noch im selben Jahr der erste nationale Fußballwettbewerb, der Merchants Cup, ausgetragen wurde.
1907 wurde offiziell die Gibraltar Football Ligue gegründet. Prince of Wales startete als eines der acht Teams in der neuen Liga, nachdem sie schon mehrfach in den Jahren zuvor inoffizielle Meisterschaften für sich entscheiden konnten. Auch in der offiziellen Liga gewann der Verein einige Meistertitel und war lange mit 19 Titeln der Rekordmeister der ersten Fußballliga Gibraltars, jedoch den letzten Titel holte The Prince of Wales im Jahr 1953. Einmal gewannen sie auch den Rock Cup, den nationalen Fußballpokal im Jahr 1949.
Der Verein wurde später aufgelöst.

## Erfolge
- 19-maliger Meister Gibraltars in den Jahren 1901, 1903, 1904, 1906, 1909, 1914, 1917, 1919, 1921, 1922, 1923, 1925, 1926, 1927, 1928, 1931, 1939, 1940, 1953
- Pokalsieger Gibraltars 1949